# Lena Nilsson (född 1945)
Lena Marianne Nilsson, född 17 september 1945 i Stockholm, är en svensk skådespelare.
Nilsson har studerat vid Statens scenskola i Malmö.
Hon var från 1970-talet sambo med Ove Stefansson och har en son Jakob Stefansson, båda skådespelare.

## Filmografi
- 1996 – Rusar i hans famn
- 1999 – Jakten på en mördare
- 2008 – Låt den rätte komma in (film)
- 2008 – Åkalla[3]